# قيلومى
القيلومى (الاسم العلمي:Stylonema) هي جنس من الطحالب الحمراء تتبع الفصيلة القيلومية من رتبة القيلوميات.

## أنواع القيلومى
- قيلومى أحادية الجانب
- قيلومى بسيطة
- قيلومى حادة
- قيلومى سميكة الغشاء
- قيلومى سوطية
- قيلومى شاذة
- قيلومى قرن الغزال
- قيلومى قزمية
- قيلومى متشابه
- قيلومى هشة